# Sinoporek modrobiały
Sinoporek modrobiały, drobnoporek modrobiały (Cyanosporus alni (Niemelä & Vampola) B.K. Cui, L.L. Shen & Y.C. Dai) – gatunek grzybów z rzędu żagwiowców (Polyporales).

## Systematyka i nazewnictwo
Pozycja w klasyfikacji według Index Fungorum: Cyanosporus, Polyporaceae, Polyporales, Incertae sedis, Agaricomycetes, Agaricomycotina, Basidiomycota, Fungi.
Po raz pierwszy opisali go w 2001 roku Tuomo Niemelä i Petr Vampola, nadając mu nazwę Postia alni. W 2003 r. polski mykolog Marcin Piątek włączył go do rodzaju drobnoporków jako Oligoporus alni, a w 2019 r. B.K. Cui, L.L. Shen i Y.C. Dai po przeprowadzeniu badań filogenetycznych przenieśli go do rodzaju Cyanosporus.
Władysław Wojewoda w 2003 r. zaproponował polską nazwę drobnoporek modrobiały. Po przeniesieniu go do rodzaju Cyanosporus nazwa ta stała się niespójna z nazwą naukową. W 2025 r. Komisja ds. Polskiego Nazewnictwa Grzybów Polskiego Towarzystwa Mykologicznego zarekomendowała nazwę sinoporek modrobiały.

## Morfologia
Owocnik
Jednoroczny. Do podłoża przyrasta bokiem. Powierzchnia biała lub kremowa, z bardzo słabym niebieskoszarym odcieniem na górnej powierzchni i głęboko w rurkach. Górna strona matowa lub z bardzo niskim kutnerem, nieowłosiona. Brzeg ostry, cały. Pory okrągłe (4-)5-6(-7) na mm, w starych owocnikach zrośnięte, a następnie większe; wloty rurek bardzo cienkie, całe. Kontekst miękki, po wyschnięciu kredowy, biały. Rurki tego samego koloru lub blisko kontekstu lekko niebieskoszare. Całkowita grubość owocnika u podstawy 3–10 mm.
Cechy mikroskopowe
System strzępkowy monomityczny, strzępki ze sprzążkami, regularne, nieamyloidalne, niecyjanofilne; w KOH wymiary zewnętrzne nie zmieniają się, ale strzępki stają się galaretowate, a ich ściany pęcznieją do wewnątrz, tak że widoczne jest tylko włosowate światło strzępek. Strzępki kontekstowe cienkościenne, promieniście niemal równoległe, z kilkoma palczastymi odgałęzieniami, o średnicy 2,1–6,1 µm. Strzępki tramy cienkościenne blisko krawędzi dissepimentu, grubsze ścianki w górnych częściach, przeplatane z orientacją skierowaną w dół, 2–4,3 µm. Brak cystyd i cystydioli. Podstawki maczugowate, 10–14 × 3,8–4,8 µm, z 4 sterygmami. Zarodniki alantoidalne lub bardzo wąskie, walcowate, cienkościenne, szare, słabo amyloidalne, niecyjanofilne 4,1–4,4(-7) × 1–1,3(–1,5) µm, Q = 3,79–4,45.
Gatunki podobne
Sinoporek modrobiały różni się od sinoporka modrego (Cyanosporus caesius) tym, że ma górną powierzchnię owłosioną (zamiast miękkich włosków), małe pory, bardzo wąskie zarodniki i rośnie na różnych drzewach okrytonasiennych: olsza, leszczyna, topola, buk itp. Zarodniki C. caesius mają zwykle średnicę 1,5 µm, podczas gdy u C. alni te powyżej 1,3 µm są bardzo rzadkie, wyjątkowe. Stosunek długości do szerokości wynosi zwykle <3,5 u C. caesius, >4 u C. alni.

## Występowanie i siedlisko
Najwięcej stanowisk podano w Europie, poza nią mniej liczne w Ameryce Północnej i Azji i pojedyncze w Afryce Południowej. W Polsce podano wiele stanowisk, najbardziej aktualne stanowiska podaje internetowy atlas grzybów. Znajduje się w nim na liście gatunków zagrożonych i wartych objęcia ochroną.
Nadrzewny grzyb saprotroficzny. Występuje w lasach liściastych i mieszanych na martwym drewnie wielu gatunków drzew liściastych. Owocniki głównie od sierpnia do listopada. Powoduje brunatną zgniliznę drewna.